# David Lepper
David Lepper (ur. 15 września 1945 w Londynie) – brytyjski polityk, poseł do Izby Gmin.

## Życiorys
Ukończył studia z literatury angielskiej i amerykańskiej na Uniwersytecie w Kent, studia podyplomowe na Uniwersytecie Sussex oraz na Politechnice Londyńskiej. Pracował jako nauczyciel. Był też właścicielem prywatnej szkoły.
David Lepper jest działaczem Partii Pracy. W 1993 z jej ramienia został burmistrzem Brighton. W 1997, 2001 i 2005 został wybrany na posła Izby Gmin z okręgu Brighton Pavilion. W 2006 ogłosił, że nie będzie ubiegać się o kolejną reelekcję. Po wyborach w 2010 roku jego miejsce zajęła przywódczyni Partii Zielonych Caroline Lucas.